# Chevillon (Alta Marna)
Chevillon è un comune francese di 1 417 abitanti situato nel dipartimento dell'Alta Marna nella regione del Grand Est.

## Società

### Evoluzione demografica
Abitanti censiti